# Ulrich Moller (Ratsherr)
Ulrich Moller (* 5. Februar 1690 in Hamburg; † 28. April 1761 ebenda) war ein deutscher Kaufmann und Hamburger Ratsherr.

## Herkunft und Familie
Moller stammte aus dem Hamburger Hanseatengeschlecht Moller vom Baum und war ein Sohn des Oberalten im Kirchspiel Sankt Nikolai Vincent Moller (1656–1737) und der Anna Catharina Pauli (1670–1705).
Am 10. Mai 1723 heiratete Moller die Kaufmannstochter Catharina Lente (1707–1742). Seine Frau starb an den Folgen der Geburt des neunten Kindes. Von seinen Söhnen wurden Vincent (1724–1754) und Ulrich (1733–1807) ebenfalls Kaufleute. Von den Töchtern war Anna Catharina (1727–1770) mit dem Oberalten im Kirchspiel Sankt Petri Adolph Schlüter (1716–1804) und Maria mit dem Juristen Georg Günther vam Holte (1729–1778) verheiratet. Seine Schwester Maria war mit dem Hamburger Bürgermeister Lucas von Spreckelsen (1691–1751) verheiratet. Elisabeth Hudtwalcker, geborene Moller war seine Enkelin, die Tochter von Vincent.

## Leben
Moller war als Kaufmann in Hamburg tätig. Bereits im Jahr 1704 hatte sein Vater ihn unter die Englandfahrer eingekauft und 1727 war er Inhaber des Pröven. Als Hamburger Bürger übernahm Moller mehrere Ämter in seiner Vaterstadt. 1724 wurde er an den Bürgerzoll gewählt, 1726 zum Adjunkten und zum Schoßbürger, 1728 zum Subdiakon und 1730 zum Kriegskommissar. Im Jahr 1733 wurde er Provisor am Spinnhaus und 1739 Mitglied der Hamburger Feuerkasse im Kirchspiel Sankt Katharinen. 1742 wurde Moller kaufmännischer Richter am Gericht der Hamburgischen Admiralität und 1743 Mitglied der Convoy-Deputation. 1745 wurde er Jurat an der ehemaligen Hauptkirche Sankt Nikolai.
Am 8. Januar 1746 wurde Moller für den verstorbenen Rudolf Amsinck (1688–1745) zum Ratsherrn gewählt. Dieses Amt verwaltete er 15 Jahre bis zu seinem Tod.
Im Jahr 1749 hatte er die Familienvikarie am Hamburger Dom um 50 Jahre verlängert.